# Rob Van Dam
Robert "Rob" Alexander Szatkowski (født 18,1970) er en amerikansk wrestler og skuespiller bedre kendt som sit ring navn rob van dam (senere forkortet til RVD) han wrestler nu i TNA.  I det originale ECW, var han to gange World Tag Team Champion sammen med sabu og har en gang været World Television Champion. I hans tid ved WWE var han to gange Wold Champion og har også været WWE Champion og ECW Champion. Han har følgende været seks gange WWE Intercontinental Champion og fire gange Hardcore Champion og European Champion og to gange World Tag Team Champion sammen med Kane og Booker T. Han nåede også at blive WWE Tag Team Champion med Rey mysterio. Han nåede dog også lige at blive mr. money in the bank.